# Anguilla
|  | Per a altres significats, vegeu «Anguilla (gènere)». |

Anguilla (en anglès, Anguilla) és un Territori Britànic d'Ultramar a l'extrem nord de les illes de Sotavent a les Antilles (mar Carib). Comprèn l'illa d'Anguilla i alguns illots propers. Posseeix fronteres marítimes amb l'illa de Sant Martí, que forma part de les illes Guadeloupe al sud-est. A l'oest es troben les Illes Verges Britàniques. Deu el seu nom a Cristòfor Colom, que visità l'illa, ja poblada, el 1493.
El Comitè de Descolonització de les Nacions Unides inclou Anguilla en la llista de territoris no autònoms.

## Història
Anguilla fou colonitzada per britànics provinents de Saint Christopher i Nevis el 1650. Fou administrada pel Regne Unit fins al 1825, quan l'illa fou cedida en administració a Saint Christopher i Nevis, contra el desig dels habitants d'Anguilla. Des de llavors, en diverses ocasions Anguilla va mirar de separar-se'n.
L'11 de juliol de 1967 se celebrà un referèndum sobre l'autonomia guanyat pels separatistes (1813 vots contra 5) proclamant el 17 de juny, de forma unilateral la República d'Anguilla. Des del 19 de març fins al 15 de setembre de 1969 les tropes britàniques ocuparen la colònia en l'Operació Sheepskin, després d'una revolta popular sorgida en no concedir l'autonomia aprovada en el referèndum. Finalment, el 1971, i en virtut de l'Anguilla bill l'illa quedà administrada per un comissari britànic i un Consell de l'Illa. Va obtenir la condició de dependència britànica el 1976 amb autonomia administrativa, mercès al líder del Consell de l'Illa Ronald Webster, i es consolidà el 1980 separant-se formalment de l'estat associat amb Saint Christopher i Nevis.
El 1992 és admesa com a membre associat a la Comunitat del Carib (CARICOM). El 1995, l'huracà Lluís va causar grans estralls a l'arxipèlag, sobretot al sector agrícola.

## Política
Anguilla està sota l'Ordre Constitucional de l'1 d'abril de 1982, esmenada el 1990.
El Cap d'Estat és el Rei Carles III del Regne Unit, representat pel Governador Alan Huckle, que és designat pel Rei. El Cap de Govern és el Ministre Cap Osbourne Fleming, que és designat pel Governador dins del bloc majoritari de l'Assemblea, que ha de formar un Consell Executiu aprovat per dita cambra.
L'Assemblea és unicameral amb 11 escons; set elegits per vot popular, dos membres d'ofici i dos designats pel Governador; per un terme de cinc anys. Existeix una Gran Cort (amb un jutge enviat de la Cort Suprema del Carib Oriental).

## Subdivisió administrativa
No en posseeix de cap de pròpia, tot i que les diferents illes són la divisió més representativa:
- Anguilla
- Anguillita
- Illa Dog
- Little Scrub Island
- Prickly Pear Cays
- Illa Sandy
- Illa Scrub
- Illa Seal
- Illa Sombrero

## Geografia

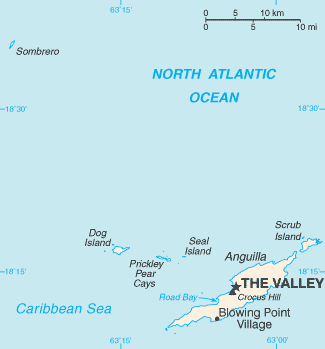
Mapa d'Anguilla

Coordenades geogràfiques: Latitud 18° 15′ Nord i Longitud 63° 10′ Oest.
Anguilla pertany al conjunt de les illes Leeward i està formada per un grup d'illes planes i de baixa altitud entre les quals l'anomenada precisament Anguilla, és la més gran i única habitada

La superfície total és de 102 km² amb una població l'any 2005 de 13.254 habitants. La capital, The Valley té uns 1.200 habitants.
El terreny és en general, rocallós i de poca alçada. No hi ha rius, tan sols algunes petites llacunes a l'illa d'Anguilla.
El clima és subtropical, temperat pels vents del nord, amb una temperatura mitjana de 27 °C i 1.400 litres de pluja anual.

## Economia
Anguilla posseeix pocs recursos naturals, i l'economia depèn força del turisme, banca estrangera, pesca de la llagosta i les divises remeses pels emigrants. L'economia, especialment el turisme, va patir una greu davallada el 1995, a causa de l'huracà Lluís, però es recuperà el 1996.
Com a conseqüència del turisme de luxe, el sector de la construcció ha fet créixer notablement l'economia.
La banca estrangera està establerta, però és molt petita, tot i que a l'alça.
Els principals productes exportats són la sal, peix, llagostes, ramaderia, tabac i rom. La moneda és el Dòlar del Carib Oriental.

## Demografia
Tota la població es concentra en l'illa principal d'Anguilla. La majoria de la població professa el protestantisme (amb majories anglicana i metodista, i minories adventista i baptista). També existeix una minoria catòlica. Ètnicament la majoria de la població és d'ascendència africana (afroanguillans, amb minories mulata i blanca.

## Cultura
| Data           | Nom en català           | Nom local           | Notes                             |
| -------------- | ----------------------- | ------------------- | --------------------------------- |
| 1 de gener     | Any Nou                 | New Year's Day      | Tots els anys                     |
| 25 de març     | Divendres Sant          | Good Friday         | Catòlics i protestants            |
| 28 de març     | Dilluns de Pasqua       | Easter Monday       | Catòlics i protestants            |
| 1 de maig      | Dia del Treball         | Labour Day          | Tots els anys                     |
| 5 de maig      | Ascensió                | Ascensió            | Católics i protestants            |
| 16 de maig     | Segon dilluns de Pasqua | Whit Monday         | Catòlics i protestants            |
| 30 de maig     | Dia d'Anguilla          | Anguilla Day        | Tots els anys                     |
| 13 de juny     | Aniversari de la Reina  | Queen's Birthday    | Tots els segons dissabtes de juny |
| 1 d'agost      | Fira d'Estiu            | Summer Bank Holiday | Tots els anys                     |
| 4 d'agost      | Dijous d'agost          | August Thursday     | Tots els anys                     |
| 5 d'agost      | Dia de la Constitució   | Constitution Day    | Tots els anys                     |
| 19 de desembre | Dia de la Separació     | Separation Day      | Tots els anys                     |
| 26 de desembre | Boxing Day              | Boxing Day          | Tots els anys                     |
| 27 de desembre | Boxing Day              | Boxing Day          | Tots els anys                     |